# Uvariopsis dicaprio
Az Uvariopsis dicaprio a növények (Plantae) országába, a zárvatermők (Magnoliophyta) törzsébe, a liliomfa-virágúak (Magnoliales) rendjébe és az annónafélék (Annonaceae) családjába tartozó faj.

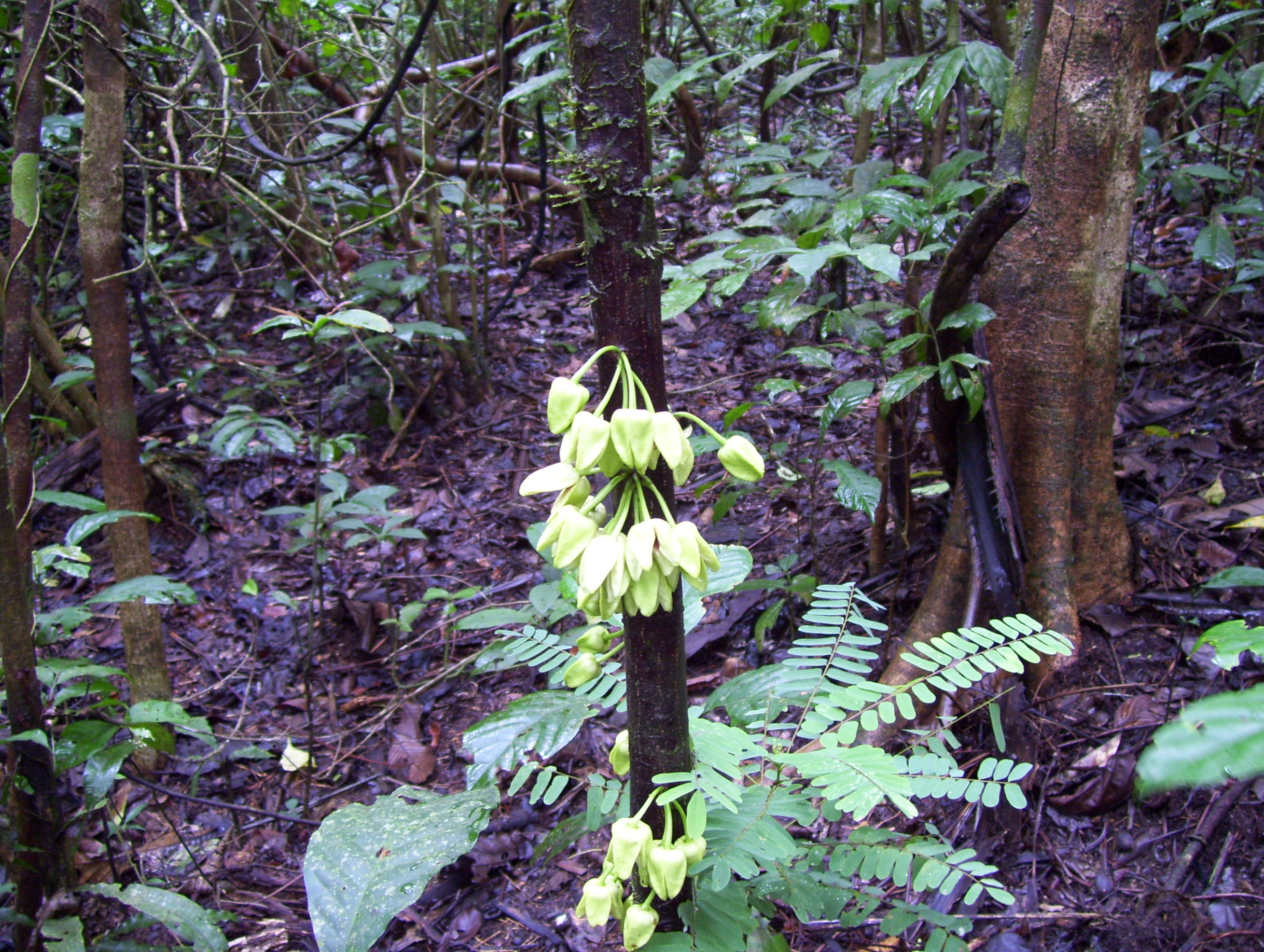
Törzse és virágai

## Előfordulása
A tudósok a kameruni Ebo Nemzeti Parkban található Ebo-erdőben bukkantak rá a növényre.

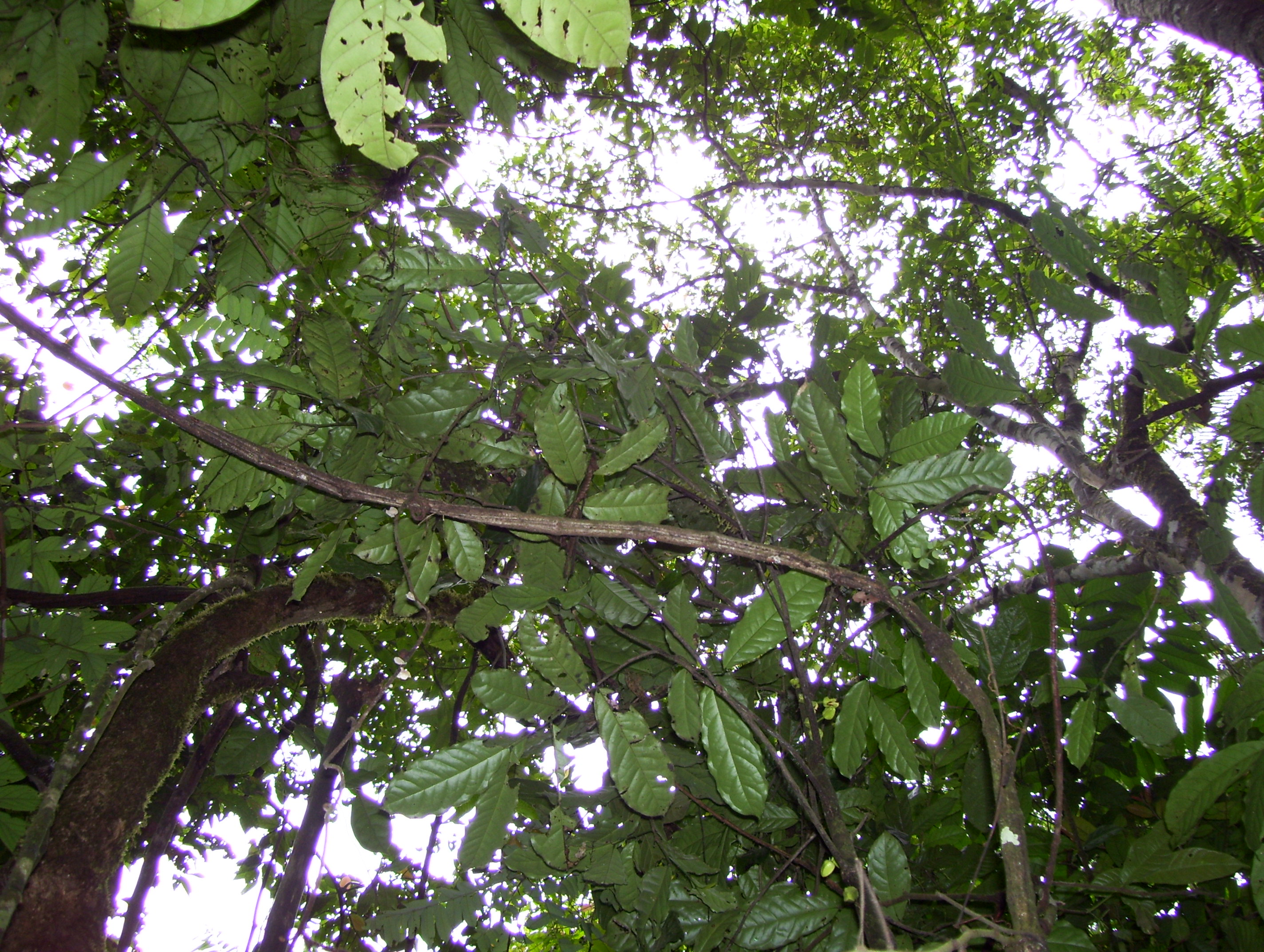
Ágai és levelei

## Megjelenése
A fa általában 3-tól 4 méter magasra nő meg. A sárgászöld virágai csokrokban nőnek a törzsön.

## Felfedezése
A növényfajt 2022-ben fedezték fel, a Kew-i Botanikus Kert (RGB Kew) tudósai, akik a Kameruni Nemzeti Herbáriummal dolgoztak együtt. A fajt Leonardo DiCaprio színész és környezetvédő tiszteletére nevezték el, aki 2020 februárjában a közösségi médiában kérte az Ebo-erdő fakitermelési koncessziójának visszavonását.

## Veszélyeztetett faj
Az Uvariopsis dicaprio már súlyosan veszélyeztetettként szerepel az IUCN Vörös Listáján. Erdei élőhelye nem védett, de továbbra is fenyegeti a fakitermelés, a mezőgazdaság, és a bányászat.